# Oligostigma adrianalis
Oligostigma adrianalis là một loài bướm đêm trong họ Crambidae.